# Vague de suicides de Demmin
Vous lisez un « bon article » labellisé en 2022.
La vague de suicides de Demmin est un comportement collectif concernant plusieurs centaines d'habitants de Demmin qui se sont suicidés, au début du mois de mai 1945, dans le cadre de la panique qui s'empare de la ville en conséquence des crimes qu'ont commis les soldats de l'Armée rouge à leur entrée dans la ville. Bien que les estimations du nombre de morts varient, ce suicide est reconnu comme le plus grand suicide collectif enregistré en Allemagne, même s'il n'est pas un cas isolé dans le contexte de l'effondrement du Troisième Reich, qui s'accompagne d'une vague d'épisodes de ce type.
Les suicides se produisent après l'abandon de la ville par les responsables du parti nazi, la police et la Wehrmacht, qui fait sauter les ponts sur les rivières Peene et Tollense qui délimitent la cité au nord, à l'ouest et au sud, piégeant la population civile, doublée par l'afflux de réfugiés venus de l'Est. Les Soviétiques entrent presque sans résistance dans Demmin le 30 avril à la mi-journée, en ne commettant d'abord aucune exaction contre les civils (en dehors de quelques vols, de montres notamment). Cependant, dans la nuit suivant leur entrée, les soldats de l'Armée rouge célèbrent avec beaucoup d'alcool la fête du Travail et la fin imminente de la guerre. Ils se livrent à de nombreuses exactions, principalement des viols, tandis qu'un incendie ravage le centre-ville. Traumatisés, en proie à la panique et conditionnés par la propagande nazie, plusieurs centaines d'habitants se suicident pendant trois jours, par noyade dans les fleuves, mais également par pendaison, empoisonnement, armes à feu et armes blanches, etc.
La plupart des cadavres sont inhumés au cours des semaines suivantes dans une fosse commune, tandis que le centre-ville est dévasté pour plusieurs années. Passé sous silence par le gouvernement communiste d'Allemagne de l'Est, ce suicide est connu et médiatisé en Allemagne depuis la réunification, particulièrement depuis les années 2000.

## Contexte

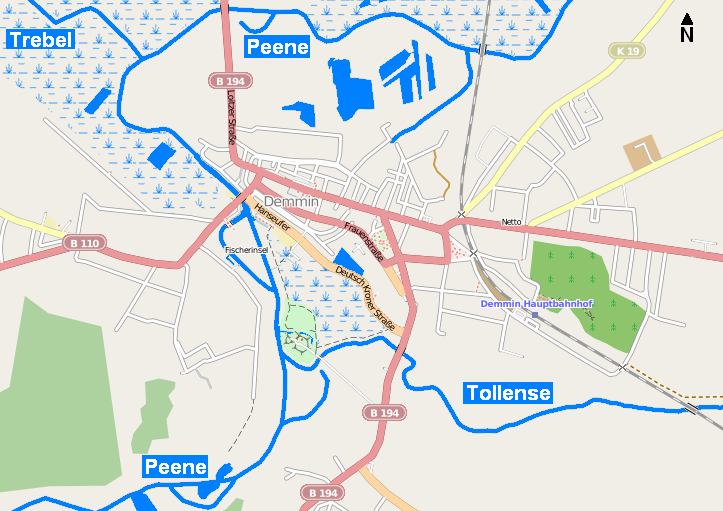
Carte de Demmin, enclose par la rivière Peene au nord et à l'ouest, et la rivière Tollense au sud. Les ponts ont été dynamités par la Wehrmacht lors de sa retraite pour ralentir l'Armée rouge.

Demmin, une petite ville située à environ 200 km au nord-est de Berlin, est de longue date un bastion des organisations nationalistes DNVP et Stahlhelm sous la république de Weimar. Avant même 1933, les entreprises juives y étaient boycottées, ce qui fit fuir la plupart des Juifs avant l'avènement du nazisme. Lors des élections législatives du 5 mars 1933, le parti nazi obtient 53,7 % des voix à Demmin, soit dix points de plus que son score national. Lors de la nuit de Cristal, plusieurs milliers de personnes se rassemblent dans le centre-ville pour y manifester leur antisémitisme. La synagogue de la ville n'est cependant pas détruite lors de cet événement car elle a été vendue à une entreprise de meubles en juin 1938.
En raison de son soutien profondément enraciné au nazisme, Demmin présente un terreau favorable aux suicides de masses qui surviennent dans un grand nombre de villes allemandes dans les dernières semaines de la Seconde Guerre mondiale, particulièrement sur le front de l'Est. L'historien allemand Udo Grashhoff dégage deux types de suicides de masse (pouvant se succéder) dans l'Allemagne nazie :
- ceux survenant avant l'arrivée des forces soviétiques, qui traduisent une « peur des Russes » propagée dans la société allemande par la propagande nazie[4] ;
- ceux survenant après l'arrivée de l'Armée rouge, face au choc des populations civiles victimes de pillages, de massacres ou de viols massifs[4],[5].

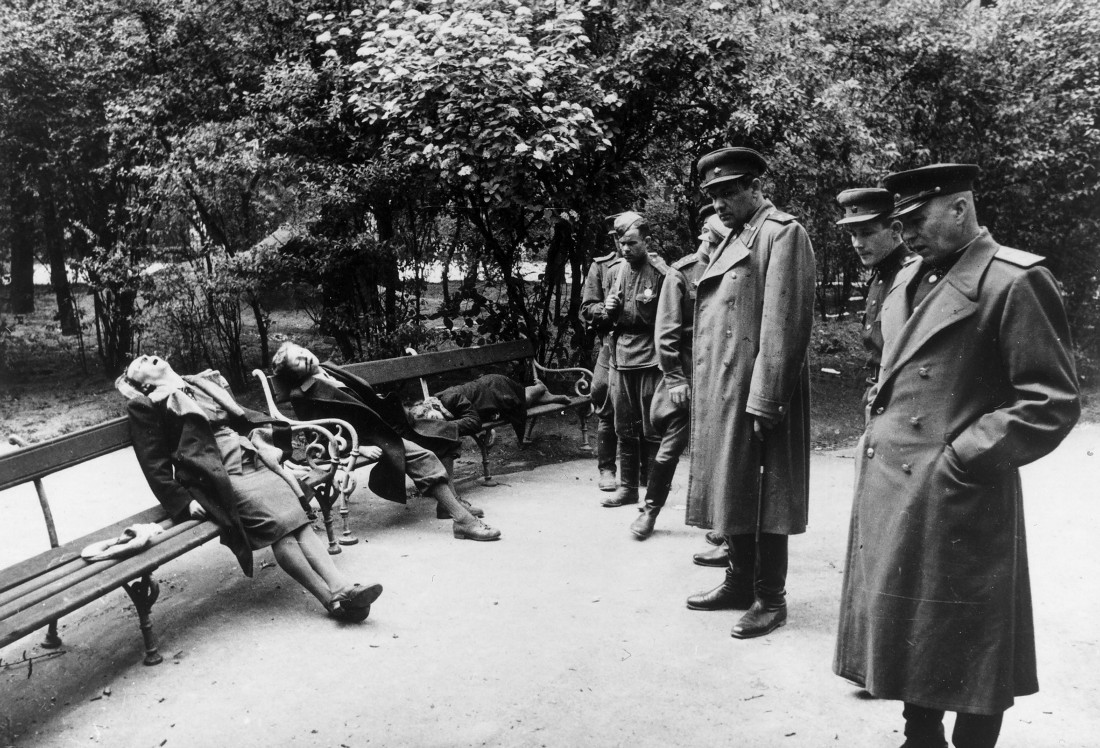
Des officiers soviétiques regardent les corps de trois civils allemands s'étant suicidés en avril 1945.

Le phénomène des suicides de masse en Allemagne n'est alors pas nouveau, puisque la défaite de l'armée allemande lors de la bataille de Stalingrad en février 1943 avait déjà été suivie d'une première grande vague de suicides dans ses rangs, touchant près de 2 000 soldats. En 1944, c'est l'armée de l'air qui enregistre une augmentation du nombre de suicides après le débarquement allié en Normandie. La propagande nazie amplifie chez les civils les craintes d'exactions à l'Est, notamment après le massacre de Nemmersdorf, commis par les Soviétiques en octobre 1944 et abondamment relayé en Allemagne. Le phénomène n'a pas la même ampleur dans les zones conquises par les troupes américaines ou britanniques, même si en Haute-Bavière, le nombre de suicides est multiplié par dix en avril et mai 1945 par rapport aux périodes précédentes, tandis que dans le nord du Bade-Wurtemberg et à Brême, une augmentation similaire est constatée.
Les suicides deviennent donc un phénomène massif dans les dernières semaines de la guerre, une « épidémie » selon l'historien allemand Florian Huber, accompagnant ou devançant la progression du front, et traduisant d'une manière extrême la perte de sens et la douleur à laquelle la population devait faire face avec l'effondrement du Troisième Reich.

## Déroulement

### Blocage et abandon
Depuis le début de l'année 1945, Demmin est constamment traversée par des réfugiés allemands venant des régions de Prusse-Occidentale, de Prusse-Orientale, de Silésie ou de Poméranie-Orientale, dans l'est du Reich, qui est alors le théâtre des combats entre la Wehrmacht et l'Armée rouge. Demmin comptait auparavant entre 15 000 et 16 000 habitants, mais cette population double avec l'exode. Confrontée à des problèmes de place, la municipalité est contrainte de réquisitionner des logements privés. Les tensions sont alors nombreuses entre les habitants et les réfugiés, perçus comme des étrangers, parfois envahissants.
Cependant, Demmin reste globalement épargnée par la guerre jusqu'en mars 1945. En effet, la ville ne fut jamais bombardée, contrairement à Stettin ou Swinemünde, situées dans les environs et pratiquement rasées par l'aviation anglo-américaine. Demmin est en outre bien approvisionnée et n'a pas à craindre la faim. La population est malgré tout sensible aux discours officiels, qui cherchent à insuffler la « peur des Russes » dans l'esprit des Allemands. Cette crainte est d'ailleurs renforcée par celle des prisonniers de guerre soviétiques employés comme travailleurs forcés aux alentours de Demmin, et qui craignent d'être exécutés pour s'être rendus s'ils sont repris par leurs compatriotes.
À partir de mars, l'inquiétude se fait tout de même sentir, alors que les Soviétiques approchent de plus en plus. Le président de l’arrondissement de Demmin, un fonctionnaire du NSDAP nommé l'année précédente, quitte la région pour gagner son domaine terrien en Hesse, et le mois suivant, c'est toute l'équipe municipale qui est remplacée par des cadres nazis venus d'autres régions, chargés de faire appliquer strictement le jusqu'au-boutisme du régime. Cependant, malgré toutes ces sources de crainte, Demmin est encore vue comme une ville relativement sûre par ses habitants, grâce à la présence d'unités de la Wehrmacht. La fuite n'est de toute façon pas envisageable pour la plupart des habitants, qui vivent en permanence sous la surveillance des SS. Un médecin prussien réfugié à Demmin et s'étant entretenu avec un chef de bataillon de la Wehrmacht qualifie ainsi la situation :

« Il [le chef de bataillon de la Wehrmacht] dit qu’il n’avait plus d’autorité sur la ville. Ce sont les sous-chefs de la SS qui ont pris le pouvoir et nous devrions être prudents car ils réquisitionnent toutes les personnes pour les mobiliser à la défense de la ville. Lui-même fait déjà l’objet d’une surveillance de la part de ces « chiens de garde ». Il parlait de ces hommes de la SS qui portaient sur la poitrine une grande plaque en métal ou en laiton. Qui n’obéissait pas était exécuté sur-le-champ. »

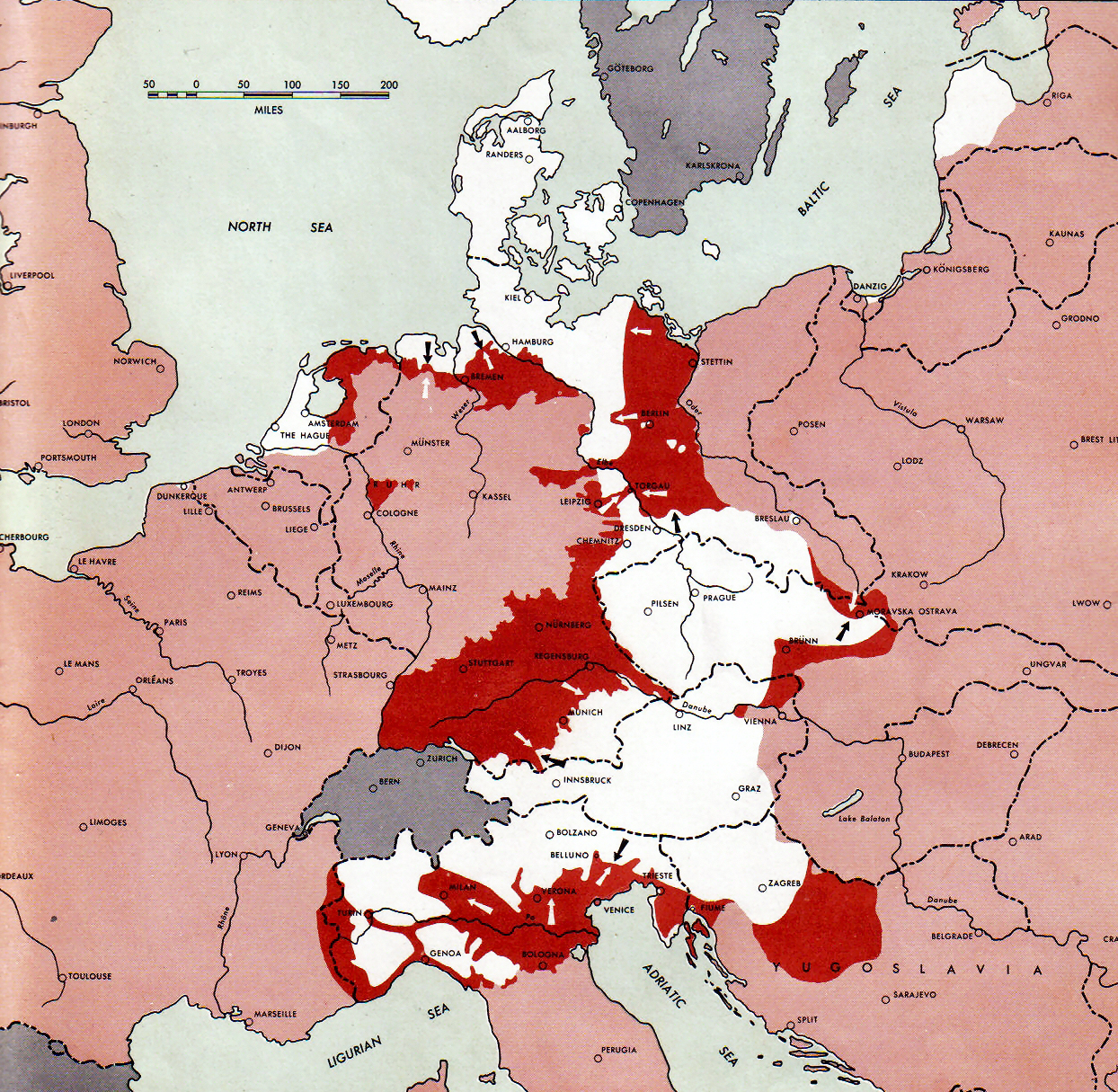
Le front en Europe au 1er mai 1945.

Dans le cadre de l'effort de défense de Demmin, les SS réquisitionnent des enfants, des femmes et des vieillards pour creuser à l'aide de pelles un fossé anti-char de 5 kilomètres de long à l'est de la ville. Fin avril, plusieurs responsables religieux tentent de convaincre les autorités militaires de la ville de la déclarer ouverte, sans succès. Finalement, les SS en viennent à bloquer les ponts pour empêcher tout départ de réfugiés vers l'ouest, raflant également les hommes pour les envoyer sur la ligne de défense. Les 28 et 29 avril 1945 cependant, l'ensemble des autorités restantes dans Demmin commence à prendre la fuite, d'abord les unités militaires, puis la police, et enfin toutes les élites locales, pourtant les plus radicalisées. Cependant, les SS bloquent toujours les ponts sur la Peene et la Tollense. Le 30 avril au matin, les derniers éléments de la Wehrmacht quittent Demmin et font immédiatement sauter les ponts, entraînant par dégât collatéral l'arrêt de l'approvisionnement en eau, électricité et gaz de la ville. En raison de son site, Demmin et ses dizaines de milliers d'habitants sont alors coupés du monde.

### Conquête par l'Armée rouge et exactions
La ville est atteinte par les fers de lance de la 65e armée soviétique et le 1er corps blindé de la garde à midi le 30 avril 1945,. Au clocher de l'église, une bannière blanche est hissée,. Cependant, avant même l'entrée des troupes soviétiques, une vingtaine de personnes se suicident, essentiellement chez des familles d'officiels nazis n'ayant pas réussi à fuir. Au bruit des chars et des coups de canons, la majeure partie des civils de Demmin s'est abritée dans les caves et les abris anti-aériens. Vers 13 heures, les chars soviétiques commencent à investir la ville par le sud en passant la Tollense sur un pont de fortune et pénètrent en ville sans rencontrer de résistance, à l'exception de trois actions désespérées : un professeur de lycée, un pharmacien et quelques jeunes des jeunesses hitlériennes tirent quelques coups de feu. Ces trois fusillades distinctes se terminent toutes par la mort de leurs auteurs, tandis qu'un seul soldat soviétique est blessé. Le professeur de lycée, avant d'ouvrir le feu, a abattu dans la cave de son immeuble sa femme et ses trois enfants, puis a retourné son arme contre lui une fois encerclé. En dehors de ces épisodes et de quelques vols (surtout de montres) commis par les Soviétiques, la prise de Demmin se fait dans un calme relatif.
Dans la soirée du 30 avril, Demmin est totalement contrôlée par les Soviétiques, mais ces derniers sont contraints d'arrêter leur progression, le temps de construire des ponts pour franchir la Peene. Pendant ce temps, les brigades blindées continuent à affluer dans le cul-de-sac qu'est devenue la ville.

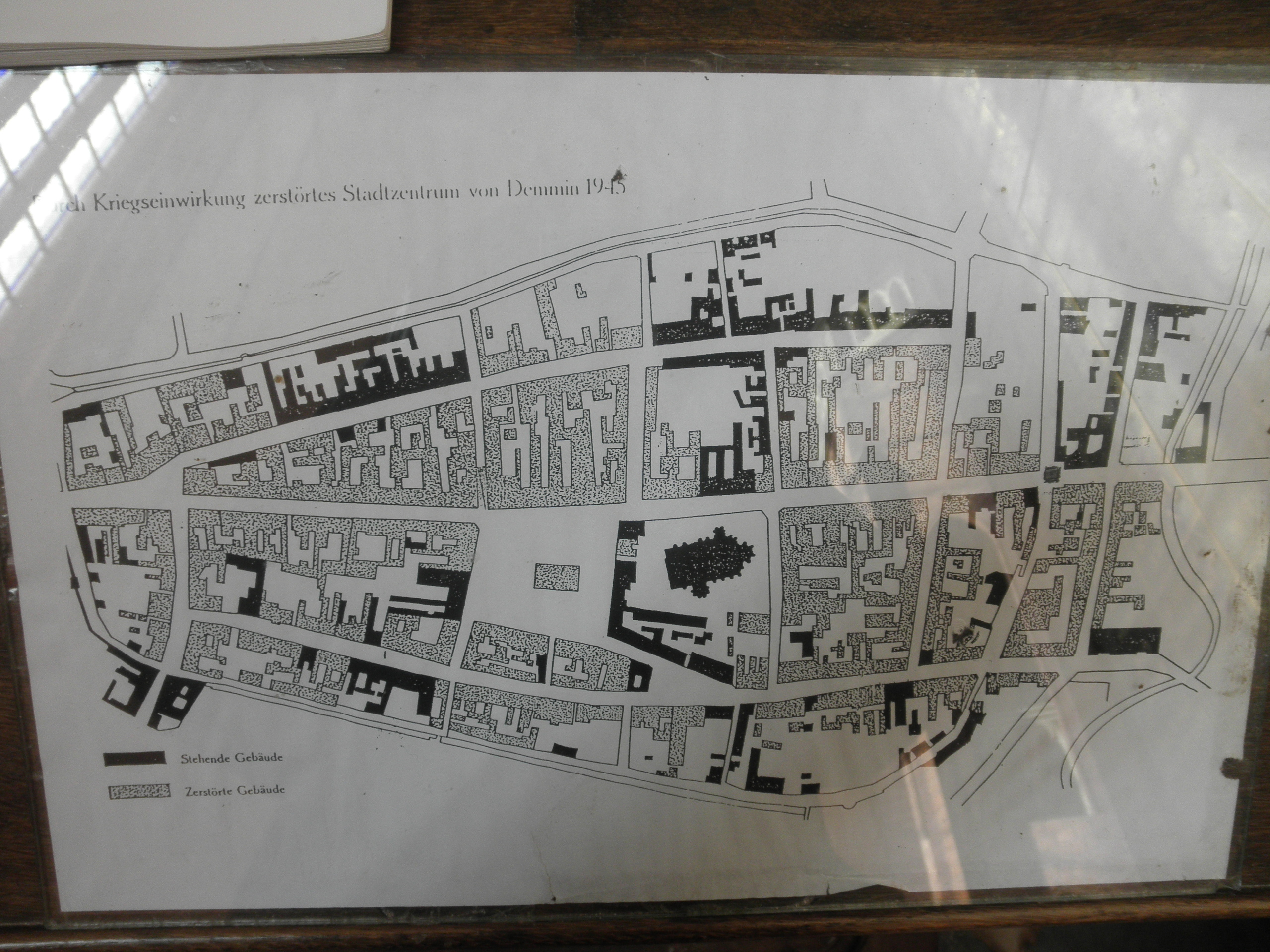
Zones détruites par l'incendie de Demmin (en clair) dans le centre ville.

La bascule dans la violence s'opère dans la nuit du 30 avril au 1er mai pour des raisons assez mal connues. Dans la nuit, les soldats de l'Armée rouge se mettent à violer massivement les femmes de la ville, souvent en réunion et à plusieurs reprises. L'historien français Emmanuel Droit examine deux hypothèses qui expliqueraient le recours à la violence. Propagées immédiatement après les événements, ces deux rumeurs sont fréquemment relayées et trouvent un écho certain jusqu'aux années 2020. La première estime que les Soviétiques se seraient vengés sur les civils pour les coups de feu essuyés lors de leur entrée en ville. La seconde affirme que les atrocités soviétiques auraient commencé après l'empoisonnement de plusieurs officiers par un pharmacien ; elle est déconstruite par le théologien et survivant de Demmin Norbert Buske (de) en 1995. Emmanuel Droit ne trouve en 2021 aucun élément probant permettant d'attester l'une ou l'autre de ces hypothèses. Il explique donc les viols commis sur les civiles par la désinhibition des Soviétiques, favorisée par une forte consommation d'alcool et couplée à un puissant effet de groupe. En effet, ce 1er mai 1945 est l'occasion d'une double célébration pour les troupes soviétiques : celle de la fête du Travail, mais aussi de l'annonce du suicide d'Hitler, qui marque l'imminence de la fin de la guerre,.
Parallèlement aux viols, les premiers incendies se déclenchent dans le centre-ville, sans qu'il soit possible de dire qui en est à l'origine. Le 2 mai, ces incendies sont incontrôlables, d'autant plus que les maisons du centre de Demmin sont construites en pans de bois et flambent facilement. Les Soviétiques sont incapables d'éteindre le feu, car la ville n'a plus d'eau (ils sont également accusés par certains témoins de n'avoir rien fait pour éviter le sinistre, voire de l'avoir attisé),. En tout, environ la moitié des maisons de la ville partent en cendres, dégageant un panache de fumée visible à plusieurs kilomètres.

### Suicides

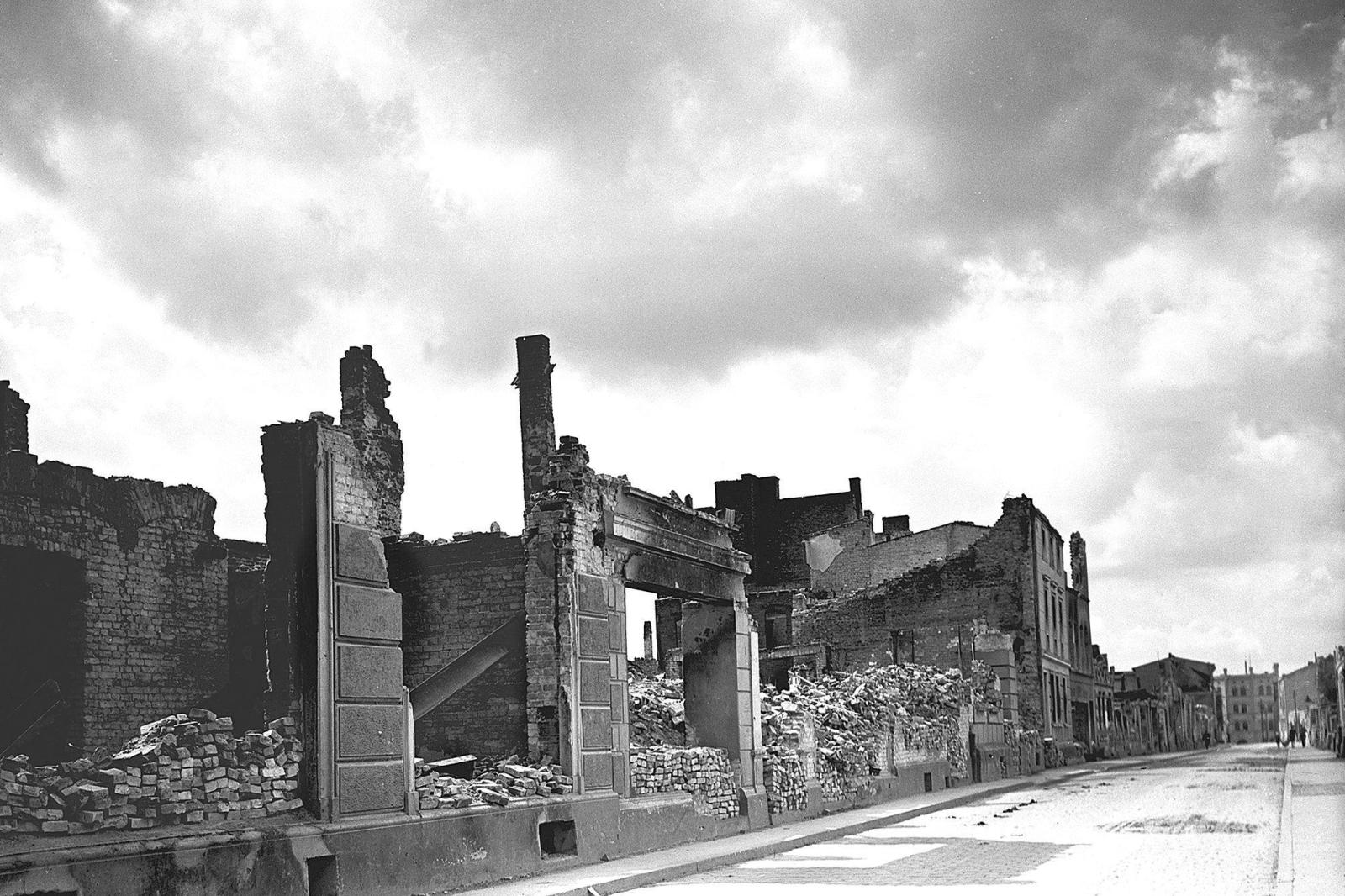
Ruines de la Holstenstraße après l'incendie.

Confrontés au chaos et à la violence, les habitants de Demmin cèdent à la panique, et le phénomène des suicides, jusqu'ici limité aux franges les plus fanatisées de la population, s'étend brutalement à l'ensemble de la ville. Cependant, l'éventualité de la mort était déjà clairement envisagée par une part importante de la population : Irene Bröker, une réfugiée venue de Prusse, transportait lors de son exode des comprimés avec lesquels elle tenta sans succès d'empoisonner son fils au matin du 1er mai. Bien qu'ayant échappé aux viols, elle était alors traumatisée par les cris qu'elle avait entendus la nuit, ainsi que par la vue d'une famille suicidée sur la pelouse de la maison où elle avait trouvé refuge.
Pendant trois jours, plusieurs centaines de personnes se donnent la mort, que ce soit à l'aide d'armes à feu, de poison ou de lames de rasoir, en se pendant ou en se jetant dans la Peene ou la Tollense. Étant donné l'absence d'hommes en ville (ils sont presque tous mobilisés), le phénomène touche avant tout des femmes, qui étaient également les victimes des soldats soviétiques dans la nuit du 1er mai 1945. Une majorité des suicides survenus à Demmin concerne en effet des familles, certaines femmes préférant empoisonner leurs enfants avant de se donner elles-mêmes la mort, ou se jetant dans les fleuves avec leurs bébés dans les bras. Beaucoup de tentatives furent également des échecs, comme le cas d'une famille dans laquelle seules la mère et la fille aînée réussirent à se tailler les veines, tandis que les autres enfants ne touchèrent que les tendons. Plusieurs témoignages accréditent le fait que les soldats soviétiques tentèrent d'empêcher ces actes, que ce soit en apportant les premiers soins ou en sautant dans les rivières pour y repêcher les femmes et les enfants.
Gisela Zimmer, âgée de 14 ans en 1945, atteste du caractère désespéré de la situation à Demmin :

« Ma mère aussi a été violée. Et puis, avec nous et avec des voisins, elle s'est précipitée vers la Tollense, résolument prête à y sauter. Mes frères et sœurs […] n'ont compris que bien plus tard que je l'avais retenue, que je l'avais tirée de ce qu'on pourrait appeler un état de transe, pour l'empêcher de se jeter à l'eau. Il y avait des gens. Il y avait des cris. Les gens étaient prêts à mourir. On disait aux enfants : « Voulez-vous continuer à vivre ? La ville brûle. Ceux-ci et ceux-là sont déjà morts ». « Non, nous ne voulons plus vivre ». Et donc, les gens sont allés principalement dans les rivières. […] Cela donnait la chair de poule même aux Russes. Il y a des exemples où les Russes aussi ont essayé de sortir les gens ou de les retenir. Mais ces centaines de personnes, ils étaient incapables de les retenir. Et la population était extrêmement paniquée. »

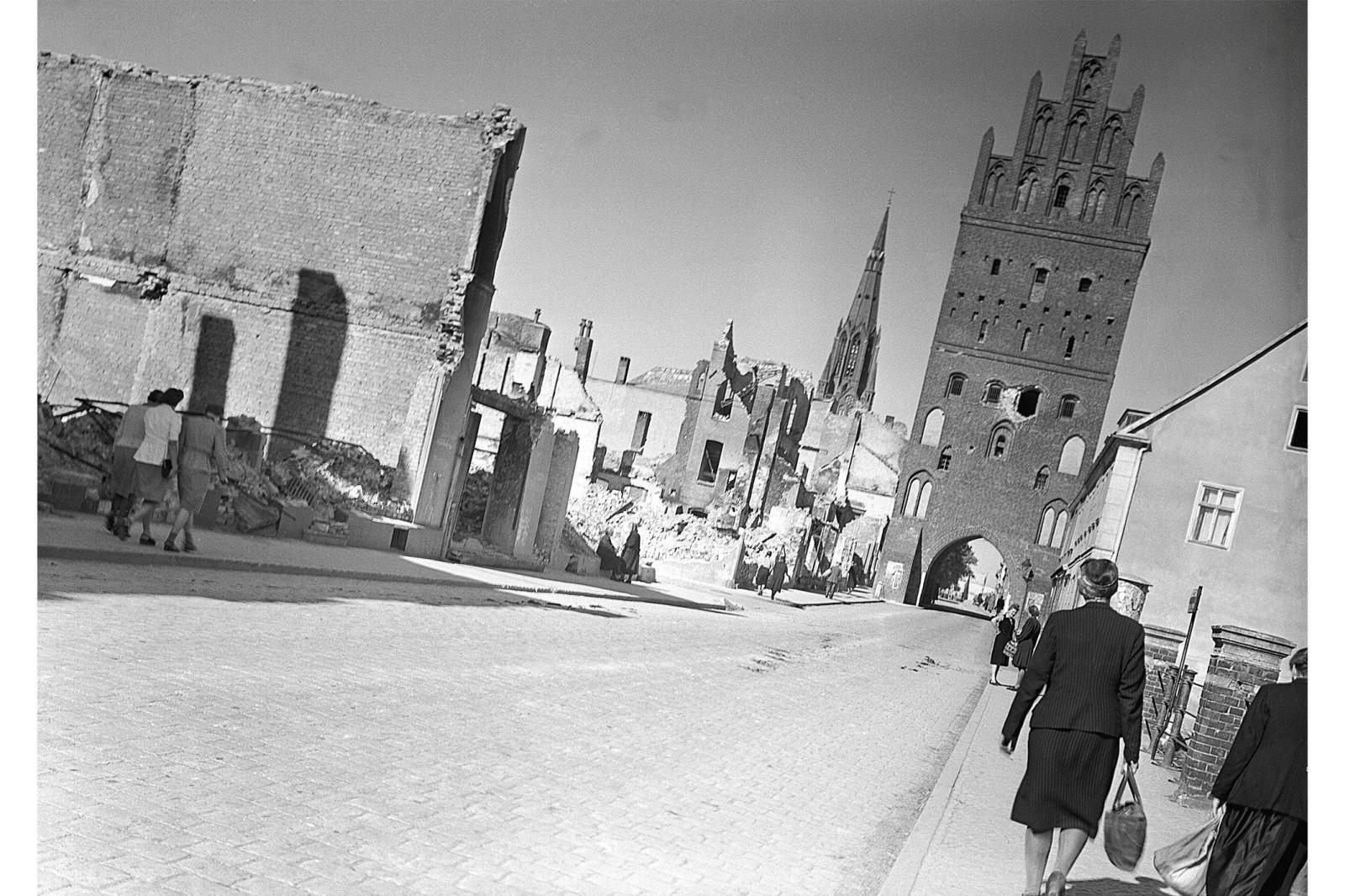
Adolf-Hitler-Straße avec la en fond, en 1946 (la photographie est prise rapidement et de travers car les Soviétiques interdisent de prendre des clichés de Demmin).

Le 4 mai 1945, après trois jours de déchaînement de violence, la situation à Demmin revient petit à petit au calme, alors que les incendies sont quasiment tous éteints. Peu de temps après, les habitants qui avaient fui dans la campagne aux alentours regagnent leur ville et entreprennent de déblayer le centre, qui ne sera pas reconstruit avant plusieurs années. Parallèlement, les derniers restes d'autorité municipale entreprennent le décompte et l'enterrement des morts, un travail rendu particulièrement difficile par le nombre de gens s'étant jetés dans les fleuves et dont les corps continuent de remonter à la surface plusieurs semaines après les événements.
Les Soviétiques se tiennent à l'écart de ce processus. Équipés de simples gants en caoutchouc et d'épuisettes pour attraper les corps « comme des poissons » selon un témoin, ce sont les civils allemands qui doivent enterrer les cadavres après les avoir identifiés, dans la mesure du possible. Ce travail prend plusieurs semaines, pendant lesquelles flotte sur le centre de Demmin une odeur de brûlé et de décomposition. Progressivement au cours des mois de mai et juin, les troupes d'occupation soviétiques organisent la reprise de la vie quotidienne à Demmin en créant de nouvelles structures municipales, en rétablissant l'électricité, en organisant les distributions de nourriture, etc.

## Bilan
Le nombre total de morts lors de l'épisode des suicides de Demmin reste très incertain. La première estimation chiffrée est celle d'Helene Sack, une survivante qui évoque, dans l'entrée de son journal du 11 juin 1945, le chiffre de 800 noyés. Irene Bröker, cinquante ans après les faits, évoque quant à elle 600 noyés. Ces bilans partiels sont complétés dans les années 1990 par d'autres survivants, qui évoquent environ un millier de morts, toutes méthodes confondues. Les registres de la ville, eux, recensent environ 500 enterrements pour le seul mois de mai (des femmes et des enfants dans 75 % des cas). Un rapport de novembre 1945 revoit ce bilan à la hausse, le portant à 700 morts. Les estimations plus récentes d'historiens restent également assez incertaines, oscillant entre 700 et 1 200 morts,.
Malgré les incertitudes, le chiffre symbolique du millier de morts est le plus souvent cité dans les médias généralistes,. Cela en fait le cas le plus meurtrier de l'histoire allemande.

## Mémoire et historiographie

### Silence de la RDA
Avec l'installation d'un régime communiste en République démocratique allemande (RDA) après la guerre, les événements de Demmin deviennent rapidement un tabou. Ainsi, lors des commémorations officielles de la fin de la Seconde Guerre mondiale, c'est « le sacrifice des soldats soviétiques et l’héroïsme des résistants communistes » qui est commémoré, tandis que les suicides de Demmin ne sont même pas abordés dans le musée d'histoire locale, qui attribue initialement la destruction du centre-ville à des combattants Werwolf. Finalement, lors des commémorations du 50e anniversaire du déclenchement de la Seconde Guerre mondiale, les autorités communistes expliquent la destruction du centre-ville par un « principe de légitime défense des amis soviétiques ».
Le site de la fosse commune a été délibérément négligé par les autorités : d'abord envahi par la végétation, il a ensuite été utilisé comme champ de betteraves sucrières. Le seul indice visible de la fosse commune sous la RDA était un monument isolé parmi la végétation, portant uniquement la date « 1945 ». En comparaison, un obélisque de 20 mètres est érigé dans le centre brûlé de Demmin pour commémorer les soldats soviétiques morts dans la région. Seul Dieter Krüger, qui avait survécu en 1945 à un suicide familial raté, tente de mener des recherches sur les événements dans les années 1980, mais les travaux de cet employé du musée local sont rapidement confisqués.

### Libération de la parole et instrumentalisation

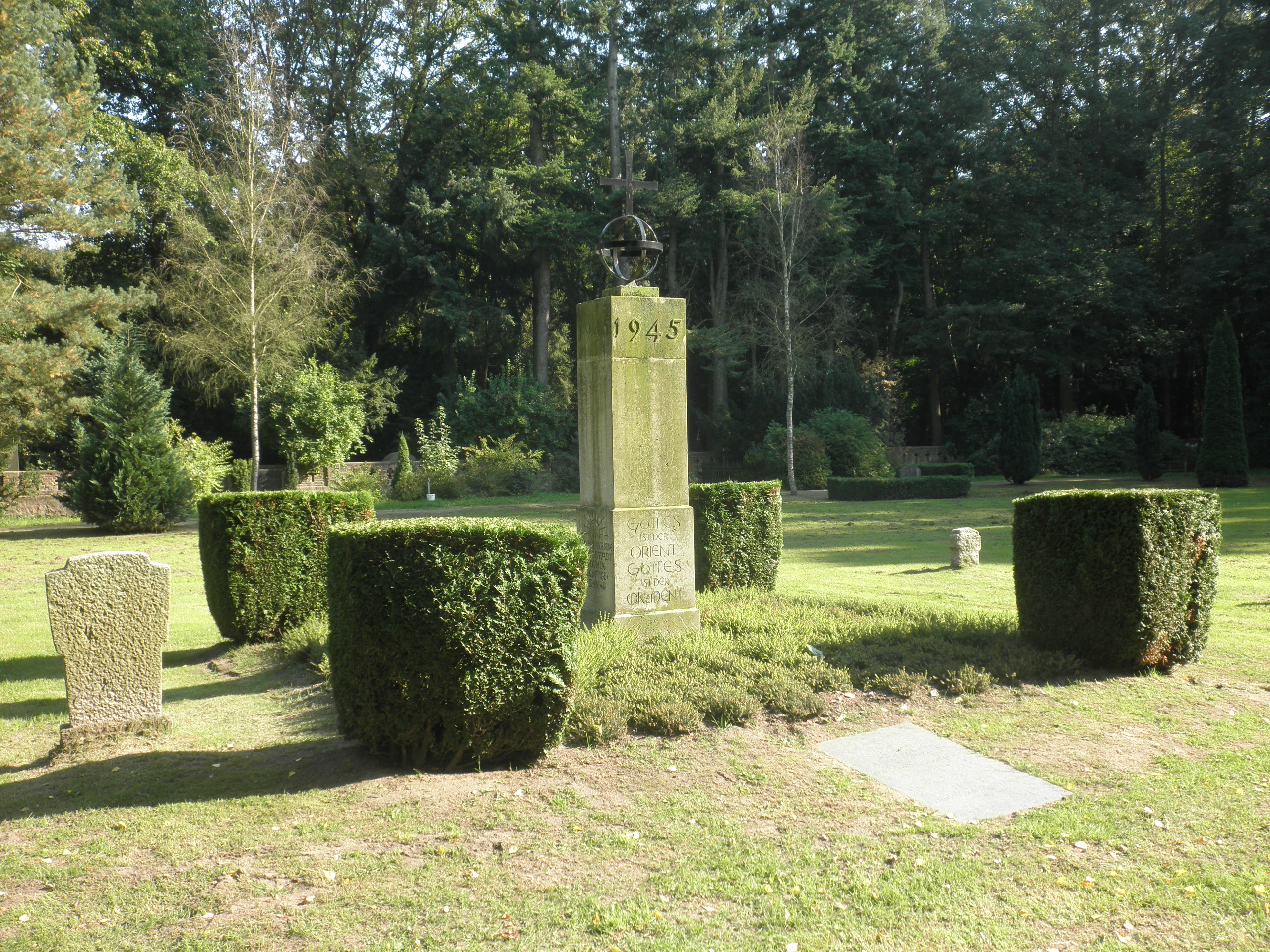
Monument aux suicidés de Demmin, dans le cimetière de la ville.

Après la fin de la RDA, les témoins des suicides commencent à prendre la parole. Le premier d'entre eux et l'un des plus influents est Norbert Buske, âgé de 9 ans en 1945 et devenu ensuite pasteur de Demmin. Avec le soutien de la nouvelle équipe municipale démocrate-chrétienne, il évoque dans son sermon du 30 avril 1995 les événements survenus 50 ans plus tôt, puis collecte un grand nombre de témoignages, qui attirent une couverture médiatique importante sur la petite ville en 2005, pour le 60e anniversaire de la fin de la guerre,. La redécouverte des suicides de Demmin au début des années 2000 intervient dans un contexte de prise de conscience générale des violences subies par le peuple allemand pendant la guerre, notamment avec les viols racontés par Marta Hillers dans Une femme à Berlin ou les bombardements massifs de villes allemandes étudiés par Jörg Friedrich,,. Ce traitement médiatique des violences infligées aux Allemands ne va pas sans polémique, puisqu'ils sont récupérés à la même période par divers mouvements négationnistes d'extrême-droite, voire ouvertement néo-nazis. Ainsi, entre 2006 et 2020, Demmin est chaque année le lieu de rassemblement des droites radicales locales, à l'initiative du parti national-démocrate (NPD), qui défilent silencieusement dans la ville malgré la présence de contre-manifestants antifascistes. Annulée en 2020 en raison de la pandémie de Covid-19, la marche silencieuse de Demmin n'est pas reconduite les années suivantes par le NPD, à la demande du parti d'extrême-droite AfD, qui a fait son entrée au conseil de la ville lors des élections municipales de mai 2019. À la place, les deux partis déposent une gerbe en mémoire des suicidés le 8 mai.
Pour Emmanuel Droit, le suicide de masse de Demmin pose la question de « l'énigme de la violence », et doit permettre de mettre en lumière les situations qui entraînent le déchainement de la violence extrême.